# Sromota
Sromota – szósty album Świetlików wydany po ośmiu latach od poprzedniej płyty, tj. 12 października 2013 roku Na album składają się trzy płyty, razem zawiera on trzydzieści sześć piosenek. Każda kolejna płyta zawiera więcej utworów od poprzedniej, a na ostatniej można usłyszeć zaproszonych gości.

## Spis utworów[3]

### Płyta A
1. "Sromota"
2. "Alkohol"
3. "Bałwan"
4. "Cały w psie"
5. "Dominikana"
6. "Majowe wojny"
7. "Gotham"
8. "O."
9. "Niebieskie słońce"

### Płyta B
1. "Pierwszy dzień średniowiecza"
2. "Papierosy"
3. "Pinokio"
4. "Przeprowadzka"
5. "Ta zabawa..."
6. "Kapusta"
7. "Sałatki"
8. "Brazilianda"
9. "Przedtem"
10. "White Power no Christmas"
11. "Piosenka Pana Boga"

### Płyta bonusowa ("Posłuchaj starego zbożowego elewatora")
1. "Wstęp pana B." feat. Bogusław Linda
2. "HB Jamnik"
3. "Przeróżne pociągi"
4. "Bałwan pana B." feat. Bogusław Linda
5. "Uwieranie (Being a Gay Is a Gay Stuff)" feat. Pablopavo
6. "Kundziura"
7. "Nie będziemy królami"
8. "Gotham pana B." feat. Bogusław Linda
9. "Idę tam"
10. "Biegnijcie chłopcy"
11. "Sromota pana B." feat. Bogusław Linda
12. "Sromota pana P." feat. Pablopavo
13. "Generał Jaruzelski poi swojego konia w wodach Bałtyku"
14. "Zimna lala"
15. "O2"
16. "Warszawska Warsaw"

### Wykonawcy
- Marcin Świetlicki - głos
- Grzegorz Dyduch - gitara basowa
- Tomasz Radziszewski - gitara
- Marek Piotrowicz - perkusja
- Zuzanna Iwańska - altówka
- Michał Wandzilak instrumenty klawiszowe

oraz gościnnie:
- Bogusław Linda - głos
- Pablopavo - głos